# Thomas Onslow (2e baron Onslow)
Pour les articles homonymes, voir Onslow.
Thomas Onslow, 2e baron Onslow (27 novembre 1679 - 5 juin 1740), de West Clandon, Surrey, est un propriétaire terrien britannique et homme politique whig qui siège à la Chambre des communes anglaise et britannique entre 1702 et 1717. Il commande la construction de Clandon Park House (en) dans les années 1730.

## Jeunesse
Onslow est le seul fils survivant de Richard Onslow (1er baron Onslow). Il fait ses études au Collège d'Eton de 1691 à 1693, et voyage à l'étranger en Hollande et en France de 1697 à 1698. Il épouse Elizabeth Knight, la fille de John Knight, un marchand de la Jamaïque, et la nièce du colonel Charles Knight, et est l'héritière de leurs deux fortunes .

## Carrière politique
Il entre pour la première fois au Parlement en 1702, à l'âge de 22 ou 23 ans, en tant que député de Gatton, Surrey, un arrondissement rural sous-peuplé qui a autrefois eu un marché à l'époque médiévale. Il est ensuite réélu en 1705 pour représenter la plus grande colonie de Chichester, Sussex de l'Ouest, suivie de Bletchingley (1708–1715) et enfin pour le siège du comté de Surrey (1715–1717), qui comprend alors une grande partie du Grand Londres d'aujourd'hui, notamment, par exemple, Battersea et Lambeth. Il obtient un LL. D à l'université de Cambridge en 1717 et devient 2e baron Onslow à la mort de son père en 1717. Il est caissier du reçu de l'Échiquier de 1718 à sa mort .

## Famille

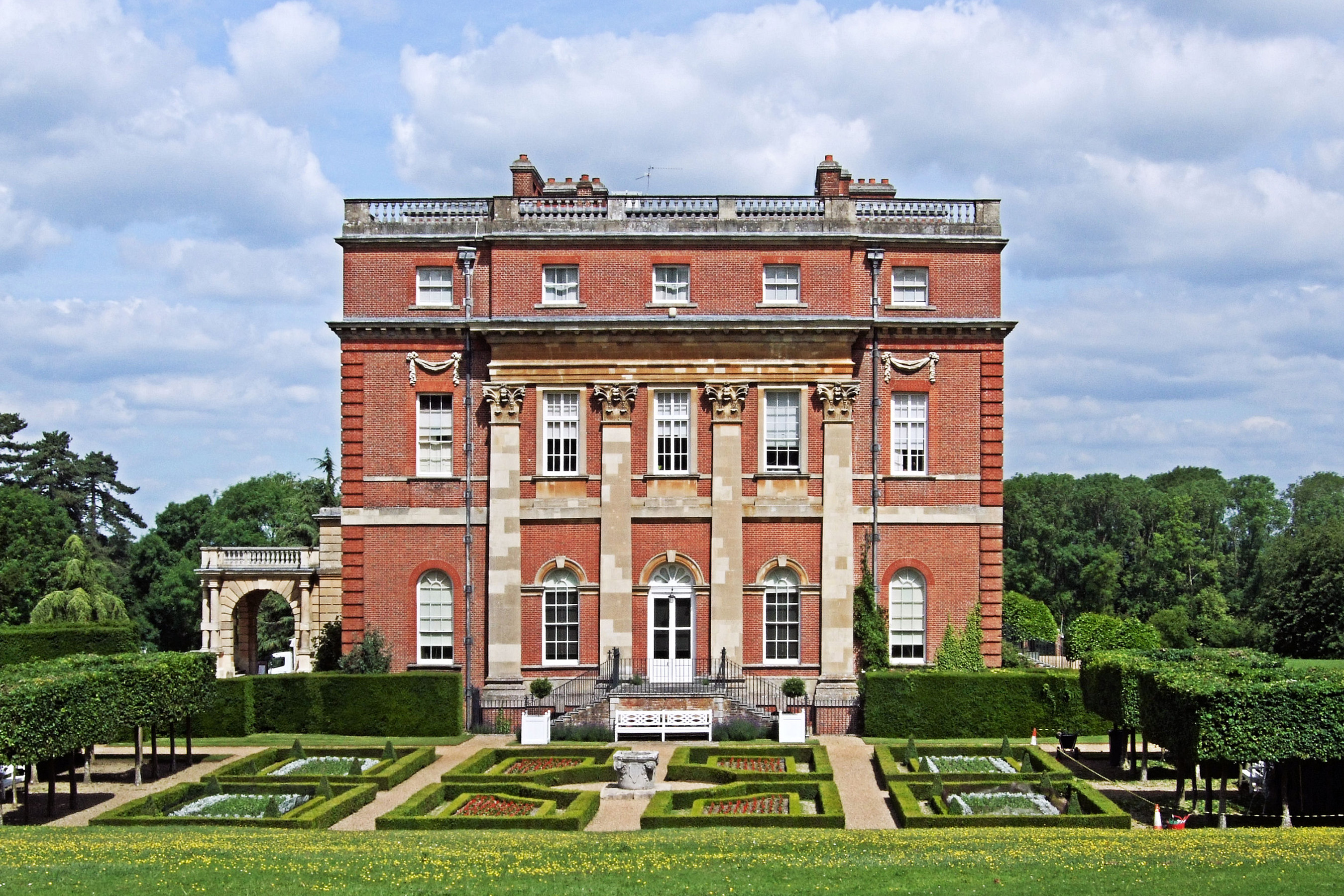
Clandon Park House a été transformé d'un grand manoir en une somptueuse maison de campagne anglaise par ce Lord Onslow

En tant que Lord Onslow, il est l'un des principaux participants d'une entreprise d'assurance connue sous le nom d'Onslow's Insurance ou Onslow's Bubble, qui obtient sa constitution en vertu du Bubble Act sous le nom de Royal Exchange Assurance Corporation .
Le siège de la famille Onslow reste Clandon Park, East et West Clandon, Surrey qu'il contribue grandement à améliorer. Clandon Park House et son jardin de 7 acres, est offert à la Nation en 1956, géré par le National Trust. En 2015 beaucoup de son intérieur fut ravagé par un incendie.
La branche aînée de la famille Onslow continue de posséder et de gérer son entreprise agricole et le parc de Clandon Park à ce jour. Cependant, aux XVIIIe et XIXe siècles, la famille possède plusieurs milliers d'acres de terres agricoles dispersées dans de nombreux villages du Surrey dont elle tirait un revenu .
Il a un fils, Richard, qui lui succède à sa mort en 1740.